# On ira pendre notre linge sur la ligne Siegfried
 (janvier 2012).
Si vous disposez d'ouvrages ou d'articles de référence ou si vous connaissez des sites web de qualité traitant du thème abordé ici, merci de compléter l'article en donnant les références utiles à sa vérifiabilité et en les liant à la section « Notes et références ».
On ira pendre notre linge sur la ligne Siegfried (We're Going to Hang out the Washing on the Siegfried Line) est une chanson irlandaise chantée pendant la Seconde Guerre mondiale en Europe à partir de 1939. Elle est emblématique de la « drôle de guerre ». Elle fait référence à la ligne Siegfried.

## Histoire
Jimmy Kennedy et Michael Carr créent la mélodie et la chanson en imitant, par dérision, le rythme très scandé de la musique militaire allemande accompagnant les défilés des troupes marchant au pas de l'oie.
Paul Misraki écrit les paroles françaises et Ray Ventura et ses collégiens font de cette chanson un arrangement très connu. Le succès est immédiat et les soldats britanniques et français chantaient joyeusement cette chanson en montant au front.
La ligne Siegfried était une ligne fortifiée construite par les Allemands dans les années 1930 en face de la ligne Maginot, bien qu'elle soit à l'origine une ligne construite en 1916 et 1917 pendant la Première Guerre mondiale par l'Allemagne, raccourcissant le front pour la circonstance.

## Paroles

### Version originale anglaise
We're going to hang out the washing on the Siegfried Line.

Have you any dirty washing, mother dear?

We're gonna hang out the washing on the Siegfried Line.

 'Cause the washing day is here.

Whether the weather may be wet or fine.

We'll just rub along without a care.

We're going to hang out the washing on the Siegfried Line.

If the Siegfried Line's still there.

### Version française
Un petit Tommy chantait cet air plein d'entrain

En arrivant au camp

Tous les p'tits poilus joyeux apprirent le refrain

Et bientôt tout le régiment

Entonnait gaiement

Refrain :

On ira pendr' notre linge sur la ligne Siegfried

Pour laver le linge, voici le moment

On ira pendr' notre linge sur la ligne Siegfried

À nous le beau linge blanc.

Les vieux mouchoirs et les ch'mis's à Papa

En famille on lavera tout ça

On ira pendr' notre linge sur la ligne Siegfried

Si on la trouve encore là.

On ira là

Tout le monde à son boulot en met un bon coup

Avec un cœur joyeux

On dit que le Colonel est très content de nous

Et tant pis pour les envieux

Tout va pour le mieux. 

Refrain :

On ira pendr' notre linge sur la ligne Siegfried

Pour laver le linge, voici le moment

On ira pendr' notre linge sur la ligne Siegfried

À nous le beau linge blanc.

Les napp's à fleurs et les ch'mis's à Papa

En famille on lavera tout ça

On ira pendr' notre linge sur la ligne Siegfried

Si on la trouve encore là.

On ira là